# عواقب (فیلم ۲۰۲۴)
عواقب یا پیامد (به انگلیسی: Aftermath) فیلمی محصول سال ۲۰۲۴ و به کارگردانی پاتریک لوسیر است. در این فیلم بازیگرانی همچون دیلن اسپراوس، میسون گودینگ، مگان استات، دیچن لاچمن، کوین چاپمن و ویل لیمن ایفای نقش کرده‌اند.